# Джеферсън (окръг, Мисури)
Вижте пояснителната страница за други населени места с името Джеферсън.
Окръг Джеферсън (на английски: Jefferson County) е окръг в щата Мисури, Съединени американски щати. Площта му е 1720 km², а населението - 217 679 души. Административен център е град Хилсбъроу.